# クルーズグループ
株式会社クルーズグループ（英語表記：CRUSE  GROUP Co., Ltd.）は、日本の芸能事務所。
2024年5月に、株式会社zes（ズィーイーエス）に名称変更している。

## 概要
主にAV女優のマネジメントを手掛けている。同業の株式会社CLDはグループ会社（オフィスは同一階にある）。
かつては「クルーズ・ワン」「ジーアースエンターテイメント」「こずプロ」で“クルーズグループ”を形成。各々の法人化や統合などを経て現在の形となっている。
Japan production guild（日本プロダクション協会）加盟プロダクション。
渋谷道玄坂にてDINING BAR Zu-Hoを経営する（直接の運営はグループ企業）。「CRUSES'CREWS」等のイベント運営も行っている。

## 沿革
2004年9月、株式会社こずプロを設立。
2015年10月、株式会社クルーズグループ、有限会社ジーアースエンターテイメントを設立。
2016年4月、株式会社CLDを設立。
2018年1月、グループを株式会社クルーズグループと株式会社CLDに統合。
2020年1月28日、クルーズグループ主催イベント「クルーズグループpresents CRUSES’CREWS vol.1 ～みんな! クルクル、はじまるよ!の巻～」をレフカダ新宿にて開催。
2023年6月2日、主催イベント「CRUSES’CREWS Vol.2」をレフカダ新宿にて開催。
2023年6月7日、クルーズグループ主催の新イベント「AVないとCru(i)se Vol.1」を秋葉原コズミックラボにて開催。
2024年5月、株式会社zesに名称変更。

## 主な所属モデル
- 神宮寺ナオ
- 一色さら
- 塚田詩織
- 橋野愛琉
- 角名つむぎ
- 佐伯紗優梨
- 艶堂しほり
- 赤瀬尚子（うさみ鈴）

## 過去に所属していたモデル
- 河北彩花
- 美谷朱里
- 山岸逢花
- 河南実里
- 桐山結羽
- 宮沢ちはる
- 前嶋美樹
- MEW（Maika）
- 安達真実
- 石川えみ
- 北原多香子
- 澁谷果歩
- 本上花梨
- 麗花
- 長谷川ココ
- 白石さゆり（北条麻妃）
- 櫻井夕樹
- Seiko。
- 七咲楓花（樹花凜）
- 石川流花
- 新城美稀
- 秋元美穂
- 水城静来（仲村茉莉恵）
- 可愛みくり
- ささき愛沙
- 歩原ひかる
- 朝丘未久
- 雨音レイラ
- 涼宮心花
- 佐々倉春音
- 真鍋紗愛
- 桐嶋永久子
- 谷田部和沙
- 高沢沙耶
- 前田彩七
- 長澤えりな
- 入江愛美
- 寺崎泉
- 音無かおり
- 峰岸ふじこ
- 永井智美
- 瀬戸友里亜
- 北谷静香
- 神山智咲（今亜梨沙）
- 時越芙美江
- 苑田あゆり
- 久我かのん（美らかのん）
- 咲羽優衣香
- 新尾きり子（井川ちさと）
- 後藤里香
- 倉科もえ
- 夏希のあ
- 春川せせら
- 佐川はるみ
- 知花凛
- 東条蒼
- 寺崎泉
- 星那めぐみ
- 東風かえで